# رافائل تاردون
رافائل تاردون (به فرانسوی: Raphaël Tardon) نویسنده و شاعر قرن بیستم میلادی اهل فرانسه است.